# Centrální mešita Madridu
Centrální mešita Madridu, španělsky Mezquita Central de Madrid, je budova na č. 7 v ulici Anastasio Herrero, v Cuatro Caminos okrese Tetuán.
Byla otevřena v roce 1988 jak první sborová mešita v hlavním městě. Navrhl ji architekt Juan Mora Urbano a je ústředím Svazu islámských společenství ve Španělsku a islámského společenství Madrid – Abu-Bakr mešity.
Má čtyři patra, kromě mešity a kanceláří je zde školka, škola, knihovna, sál a obchod.